# Лейсі Еванс
Мейсі Естрелла-Кадлец (Еванс; нар. 24, 1990) — американська професійна реслерка. Наразі підписана на WWE та виступає на RAW під прізвищем Лейсі Еванс.

## Кар'єра

### Вільна агентка (2014–2015)
Естрелла тренувалася під керівництвом Тома Каяцо на тренувальному майданчику American Premier Wrestling в штаті Штатсборо, Джорджія. Вона дебютувала в 2014 році, пізніше вигравши чемпіонат світу у важкій вазі.

### WWE

#### NXT (2016–2019)
12 квітня 2016 року Естрелла підписала контракт з WWE.
20 жовтня дебютувала на домашньому шоу у Королівській битві, яку в кінцевому рахунку перемогла Ембер Мун.
Через три місяці, у своєму першому виступі на NXT, Еванс об'єдналася з Сарою Бріджіс в командному матчі, який вони програли команді Біллі Кей і Пейтон Ройс.
У 2017 році Естрелла отримала ринг ім'я Лейсі Еванс на честь дошлюбного прізвища її сестри[прояснити], Лейсі. Виступала як джобберка у різних протистояннях.
У липні Еванс Брала участь у інавгураційному матчі Mae Young Classic, перемігши Таянару Конті в першому раунді, але програта Тоні Сторм у другому.
17 січня 2018 року на NXT Еванс здійснила хіл-терн, коли вона почала скаржитись генеральному директору Вільяму Рігалу за те що він дозволив «низьким формам соціального сміття» таким як Нікі Кросс, Ембер Мун та Кайрі Сане, змагатись разом з нею.
У квітні Лейсі вперше вступила у фьюд з Кайрі Сане, після того як наступні два тижні вони атакували один одного.
6 червня Еванс перемогла Сане на NXT, чим закінчила їхню ворожнечу. Протягом решти року Еванс розпочала переможну серію, перемігши Дакоту Кай і Кендіс ЛеРе.
У грудні вона змагалася у фатальному - чотиристоронньому матчі, щоб визначити претендентку номер один на чемпіонат NXT для жінок, але матч виграла Б'янка Белайр.

#### Основний ростер (2018-нині)
17 грудня 2018 на NXT було анонсовано що Лейсі Еванс одна з шести реслерів які перейдуть в основний ростер.
7 січня 2019 року провела матч проти Натальї в темному поєдинку на бренді Main Event, та дебютувала на Royal Rumble взявши участь у матчі жіночого Royal Rumble під номером 1 і тривав понад 29 хвилин, позбувшись «Ікони» (Біллі Кей та Пейтон Ройс), перш ніж вона була ліквідована Шарлоттою Флер.
Після цього вона з'являлася неодноразово на RAW, SmackDown та PPV.
Невдовзі після WrestleMania 35, Еванс вступила у фьюд з чемпіонками серед жінок на RAW та SmackDown.
На WWE Superstar Shake-up, Еванс перейшла до ростеру RAW, перемігши Наталію, а також зобувши шанс на матч за титул Чемпіонки серед жінок.

## Особисте життя
За інформацією журналістки ESPN Кейт Річрік, Естрелла-Кадлец "була вихована в будинку, де панувала депресія і зловживання наркотиками і алкоголем", а іноді довелося жити в наметах через юридичні проблеми її батьків. Її батько помер від передозування перш ніж вона отримала пробу в WWE. Мейсі та її чоловік[хто?] почали зустрічатись, коли їй було 14 років, мають спільну дочку.

## WWE 2K19
Еванс є персонажкою у відеогрі, який можна окремо завантажити.

## Чемпіонства та досягнення
- American Premier Wrestling
  - APW World Heavyweight Championship (1 раз)
- Pro Wrestling Illustrated
  - 77 місце в топ-100 реслерок (2018)[48]